# John Michell

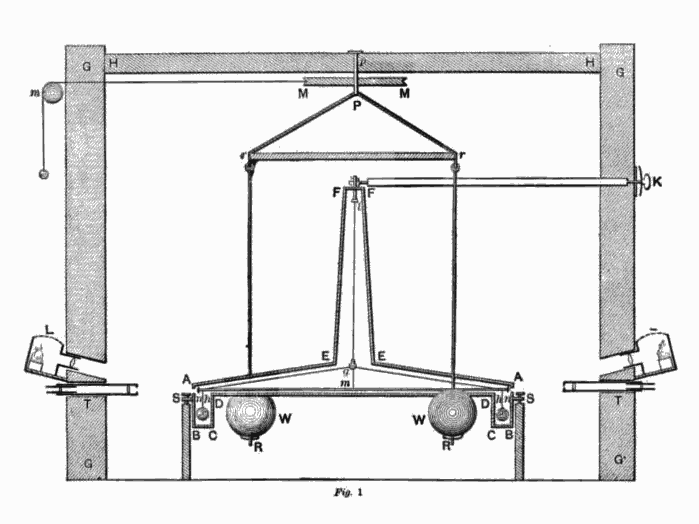
Torsionswaage im Cavendish-Experiment

Animation eines bedeckungsveränderlichen Doppelsterns mit resultierender Lichtkurve

John Michell (* 25. Dezember 1724 in Eakring, Nottinghamshire; † 21. April 1793 in Thornhill, Yorkshire) war ein englischer Naturphilosoph.

## Leben und Wirken
Michell wurde am 17. Juni 1742 am Queens’ College der Universität Cambridge zugelassen. 1748 erwarb er den Grad eines Bachelor of Arts (B.A.). Am 20. März 1749 wurde er zum „Fellow“ des Colleges gewählt. 1752 erwarb Michell den Master of Arts (M.A.) und 1761 den Bachelor of Divinity (B.D.). Zwischen 1751 und 1760 bekleidete er verschiedene Ämter am College, darunter das des Lehrers für Hebräisch, Arithmetik, Geometrie und Griechisch. Von 1762 bis 1764 war Michell Woodwardian Professor of Geology. Am 8. April 1764 legte er sein Stipendium am Queens’ College nieder.
Am 23. August 1764 heiratete er in Rolleston die Witwe Sarah Williamson (1727–1765), die kurz nach der Geburt ihrer Tochter Mary (1765–1837) verstarb. Am 13. Februar 1773 heiratete er Ann Brecknock (1736?–1818) in Newark. Die zweite Ehe blieb kinderlos.
1760 führte Michell Erdbeben auf Wellenbewegungen in der Erde zurück, wobei er sich insbesondere auf das Erdbeben von Lissabon 1755 berief. Er vermutete einen Zusammenhang zwischen Erdbeben und Vulkanismus. Michell gilt dadurch als Mitbegründer der Seismologie.
1765 wurde er zum Mitglied eins sechsköpfigen Komitees des Board of Longitude ernannt, das die Chronometer von John Harrison untersuchen sollte.
In einem auf den 26. Mai 1783 datierten Brief an Henry Cavendish, der 1884 in den Philosophical Transactions veröffentlicht wurde, wurde erstmals die Erklärung mit zwei unterschiedlichen Sternen für den bedeckungsveränderlichen Algol beschrieben. Aufgrund der damals vorherrschenden Korpuskeltheorie des Lichts vermutete er den entsprechenden Einfluss der Gravitation auf das Licht und auch die Existenz von „Dunklen Sternen“, ähnlich den Schwarzen Löchern.
Michell konstruierte um 1780 ein Spiegelteleskop mit einem Metallspiegel von 75 Zentimeter Durchmesser und einer Brennweite von 3 Metern. Zeitgenössische Berichte sahen es als Erfolg: „performs extremly well on day-objects“, rückblickend schätze es Henry C. King (1915–2005) 1955 jedoch daran, auch unter Berücksichtigung des schwer zu meisternden hohen Öffnungsverhältnis, als wertlos für die Astronomie ein. Das Spiegelteleskop mit zerbrochenem Spiegel wurde nach Michells Tod von William Herschel für wenig mehr als dem Materialpreis gekauft.
Michell konstruierte eine Torsionswaage zur Messung der Gravitationskraft, führte jedoch die entsprechenden Untersuchungen nicht durch. Sein Gerät wurde jedoch nach seinem Tode von  Cavendish 1797 erfolgreich zur Bestimmung der Gravitationskonstante verwendet. Cavendish weist in seinem Bericht an die Royal Society ausdrücklich auf die Verdienste Michells hin.

## Ehrungen
Am 12. Juni 1760 wurde Michell als Mitglied („Fellow“) in die Royal Society gewählt.

## Schriften (Auswahl)
Bücher
- A treatise of artificial magnets […]. Cambridge 1750 (Digitalisat).
  - 2., korrigierte und verbesserte Auflage, Cambridge 1751 (Digitalisat).
  - Traites sur les aimans artificiels. Paris 1752 (Digitalisat).

Zeitschriftenbeiträge
- Observations on the same comet […] in a letter to Mr. James Short, F.R.S. In: Philosophical Transactions. Band 51, 1759, S. 466–467 (doi:10.1098/rstl.1759.0044, JSTOR:105388).
- Conjectures concerning the cause, and observations upon the phaenomena of earthquakes; particularly of that great earthquake of the first November, 1755, which proved so fatal to the city of Lisbon, and whose effects were felt as far as Africa and more or less throughout almost all Europe. In: Philosophical Transactions. Band 51, 1759, S. 566–634 (doi:10.1098/rstl.1759.0057, JSTOR:105401).
  - London 1860 (Digitalisat).
- A recommendation of Hadley’s quadrant for surveying, especially the surveying of harbours, together with a particular application of it in some cases of pilotage. In: Philosophical Transactions. Band 55, 1765, S. 70–78 (doi:10.1098/rstl.1765.0010, JSTOR:105445).
- Proposal of a method for measuring degrees of longitude upon parallels of the Æquator. In: Philosophical Transactions. Band 56, 1766, S. 119–125 (doi:10.1098/rstl.1766.0016, JSTOR:105488).
- An inquiry into the probable parallax, and magnitude of the fixed stars, from the quantity of light which they afford us, and the particular circumstances of their situation. In: Philosophical Transactions. Band 57, 1767, S. 234–264 (doi:10.1098/rstl.1767.0028, JSTOR:105952).
- On the means of discovering the distance, magnitude, &c. of the fixed stars, in consequence of the diminution of the velocity of their light, in case such a diminution should be found to take place in any of them, and such other data should be procured from observations, as would be farther necessary for that purpose […] In a letter to Henry Cavendish […]. In: Philosophical Transactions. Band 74, 1784, S. 35–57 (doi:10.1098/rstl.1784.0008, JSTOR:106576).
- [John Michell to the Monthly Reviewers, Tornhill, 17. Mai 1785]. In: The monthly review, or, literary journal. Band 72, 1785, S. 478–480 (Digitalisat).